# Maria-Theresien-Straße (Innsbruck)

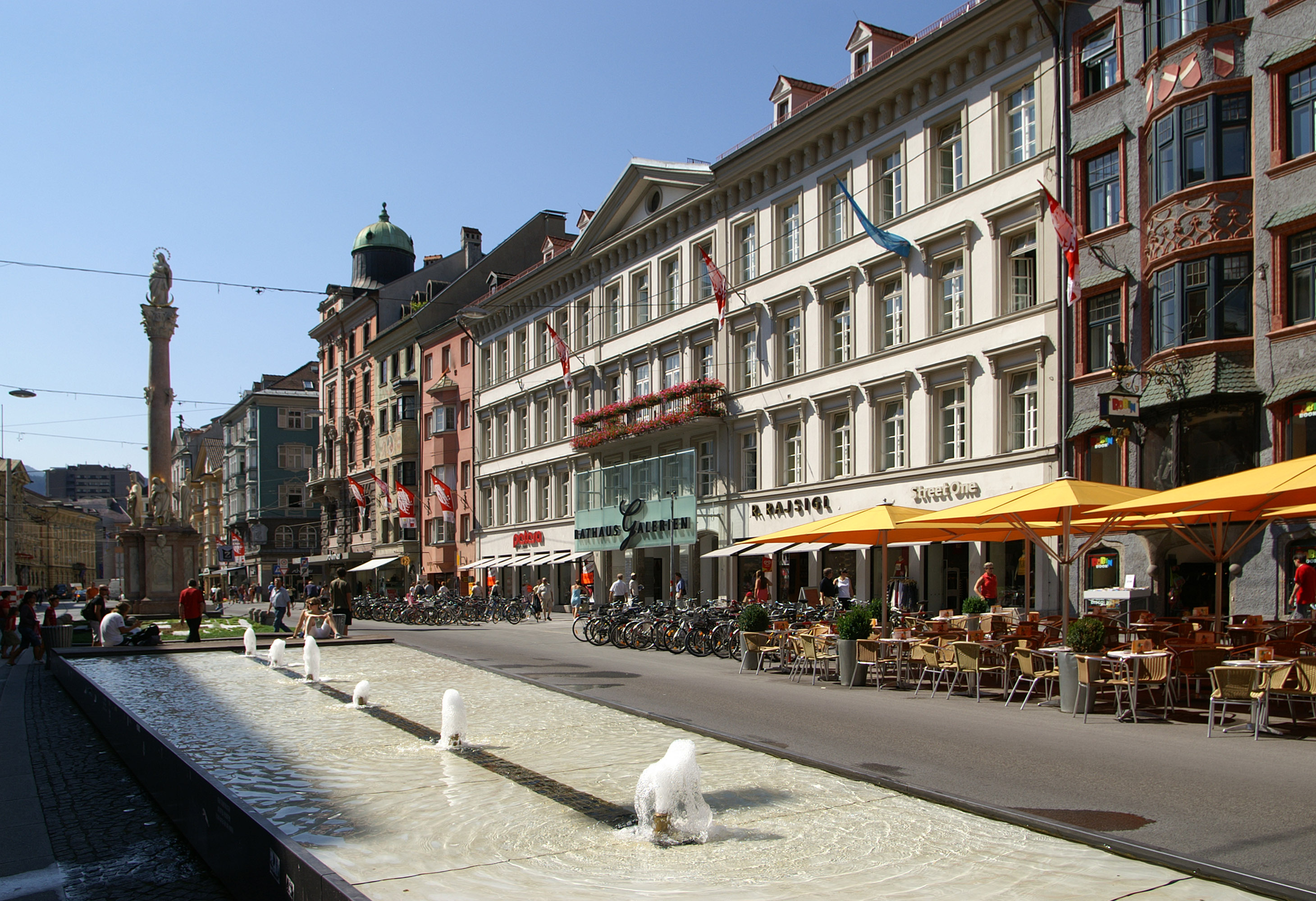
Maria-Theresien-Straße cu fântâna arteziană şi Coloana Sfintei Ana

Maria-Theresien-Straße din Innsbruck este o stradă istorică din centrul vechi al orașului Innsbruck (capitala landului Tirol, Austria), denumită după împărăteasa  Maria Terezia a Austriei, soția împăratului romano-german Franz Stephan. Ea este o stradă largă, ușor curbată, și reprezintă centrul comercial și de afaceri a orașului, fiind una dintre cele mai aglomerate străzi din Innsbruck.
Ea se întinde de la Arcul de Triumf (din capătul sudic al străzii) către orașul vechi. La sud, Anichstraße este o stradă cu trafic redus, la nord de aceasta se întinde o zonă pietonală. Această porțiune din stradă a fost complet pavată și renovată în vara anului 2009, pentru a consolida impresia de stradă pietonală (anterior strada fusese asfaltată pe acest sector, iar șinele de tramvai au fost scoase de acolo). De la sud la nord se întind, printre altele, Altes Landhaus, Coloana Sfintei Ana, Biserica spitalului și Primăria din Innsbruck cu turnul orașului (Stadtturm). Ea se prelungește la intersecția cu Marktgraben prin străduța Herzog-Friedrich-Straße.
Pe această stradă au trecut luptătorii din rezistența tiroleză conduși de Andreas Hofer, care au învins forțele bavarezo-franceze în prima bătălie de la Innsbruck. Alți luptători din rezistență au mărșăluit pe această stradă în 1945, după înfrângerea trupelor naziste: Innsbruck a fost singurul oraș mare din cel de-Al Treilea Reich, care a fost predat fără luptă trupelor americane de către membrii rezistenței austriece. 
Cu câțiva ani în urmă a fost construită o fântână arteziană la nord de Coloana Sfintei Ana, care a dat naștere mai multor controverse și chiar unor atacuri cu vopsea – de atunci strada este supravegheată cu camere video. În clădirea Alt Innsprugg se pot admira niște reproduceri ale celebrelor statui negre (Schwarzmander) din Biserica curții din Innsbruck.

## Imagini

Vederi vechi
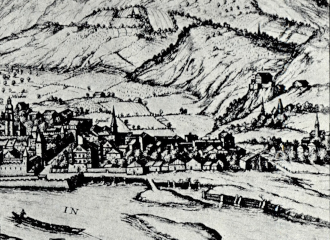
Suburbie, pe la 1575
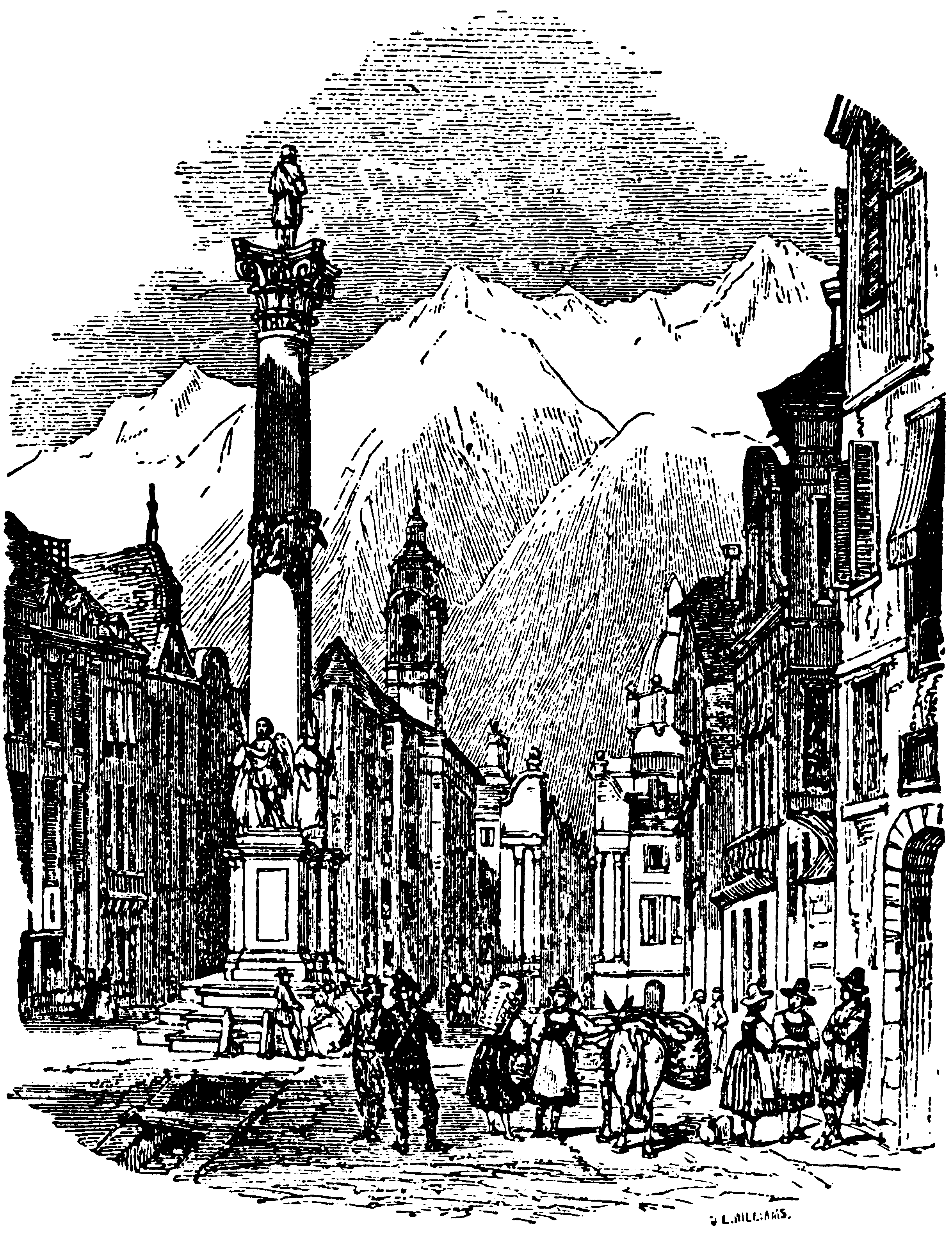
pe la 1850
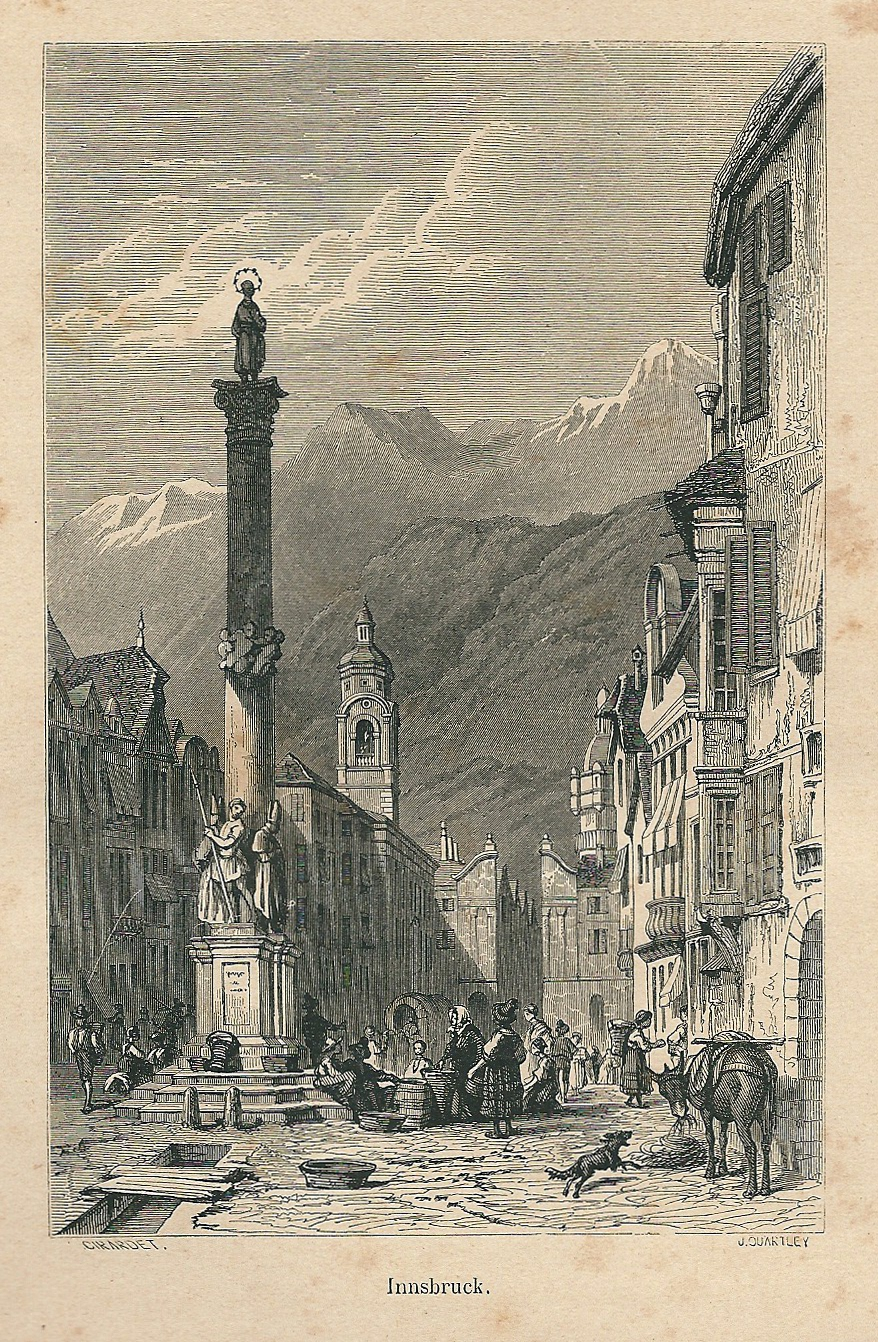
sfârşitul sec. al XIX-lea
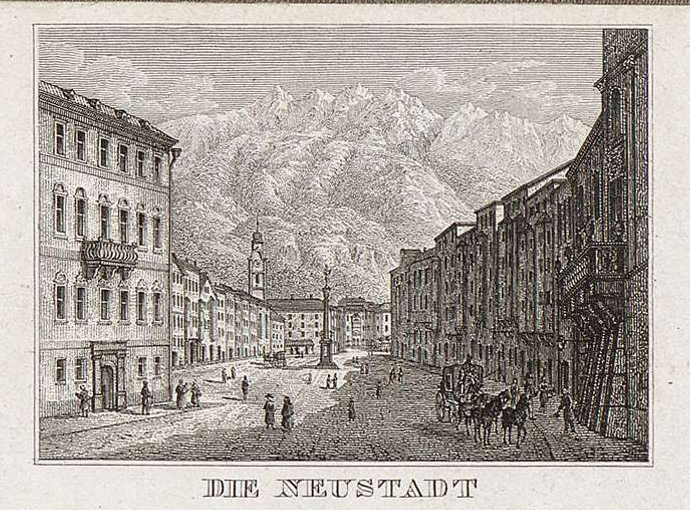
sfârşitul sec. al XIX-lea
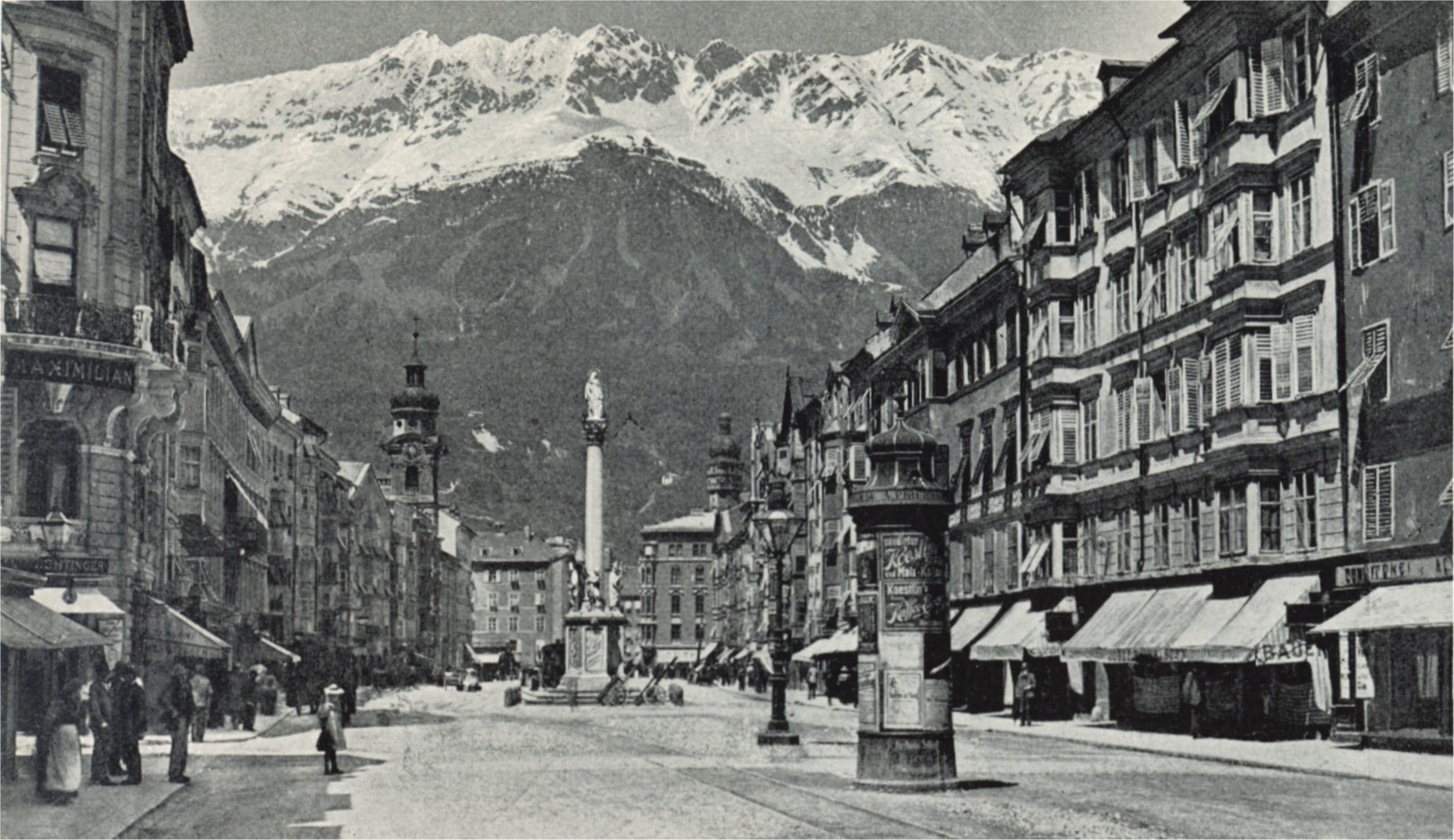
1898
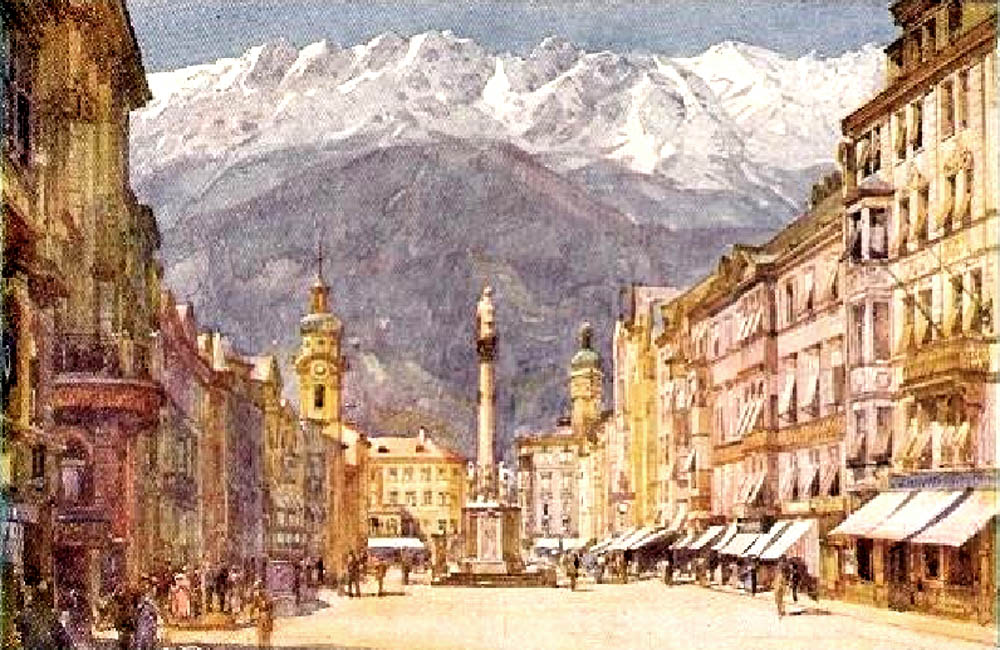
pe la 1900
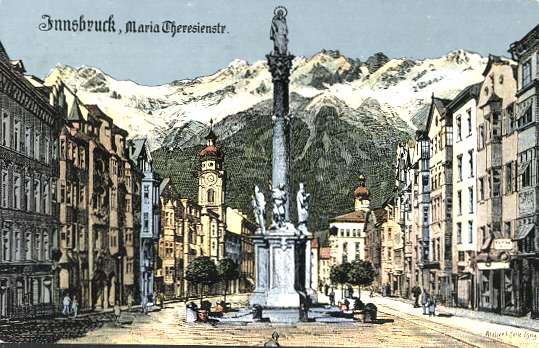
1918
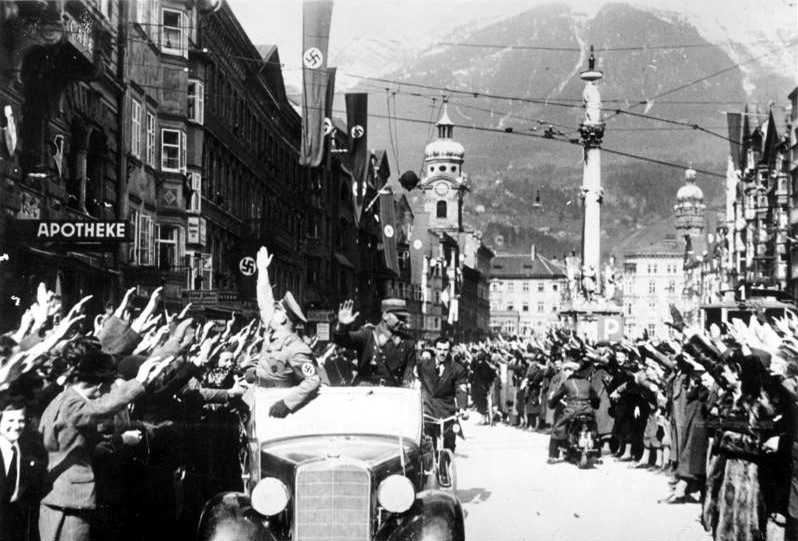
1938

Imagini actuale
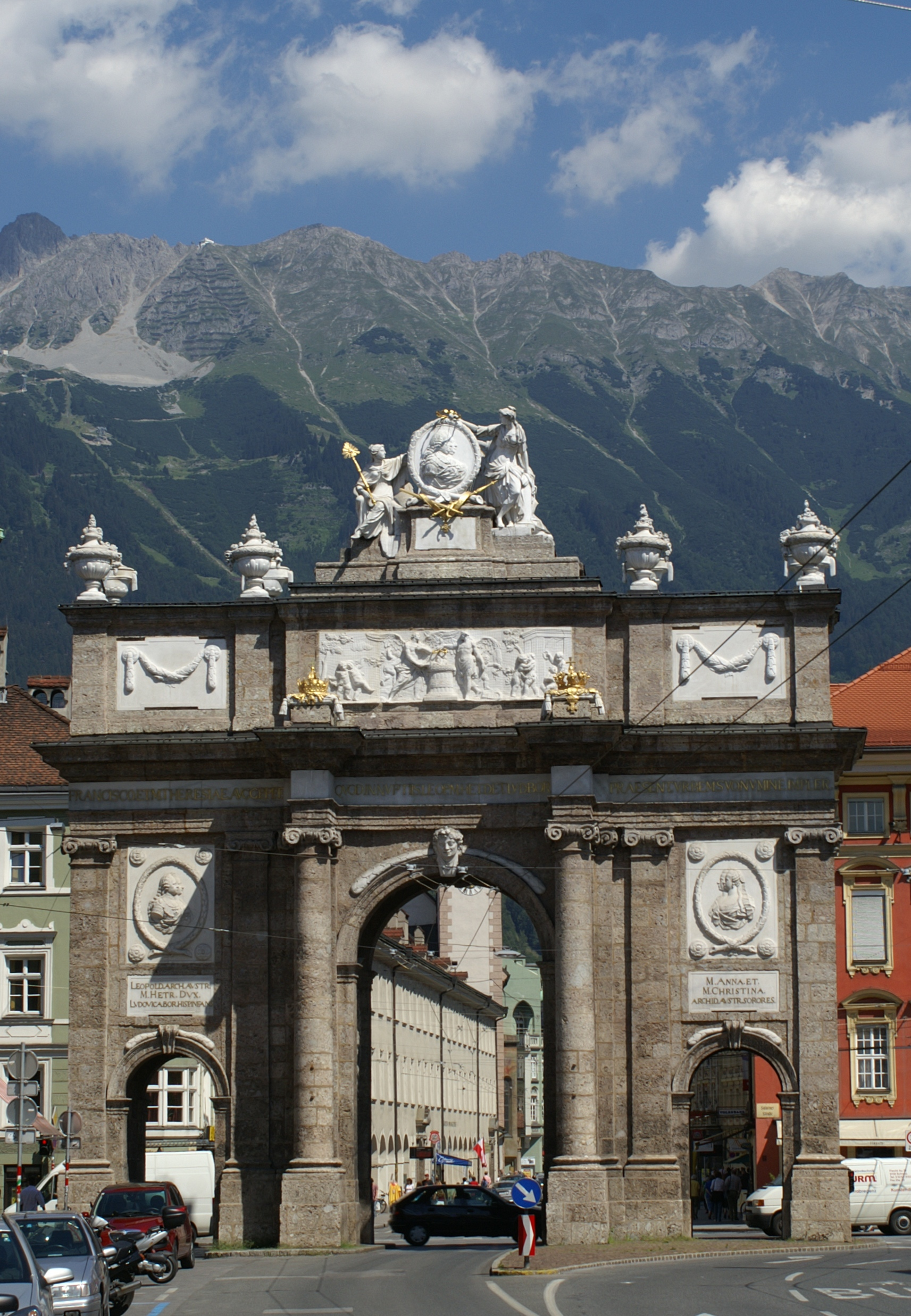
Arcul de Triumf
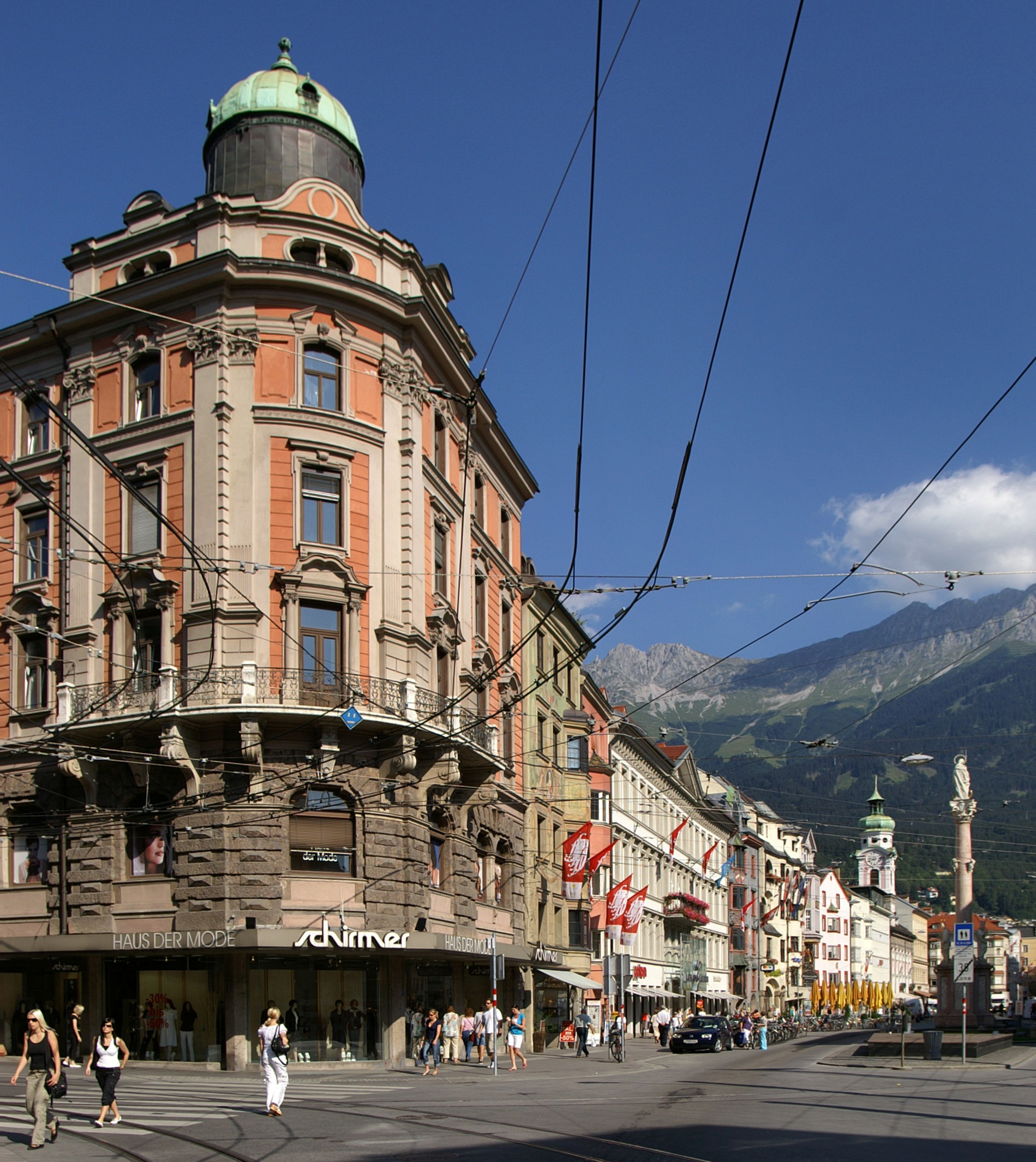
Colţul format de străzile Maria-Theresien-Straße şi Anichstraße
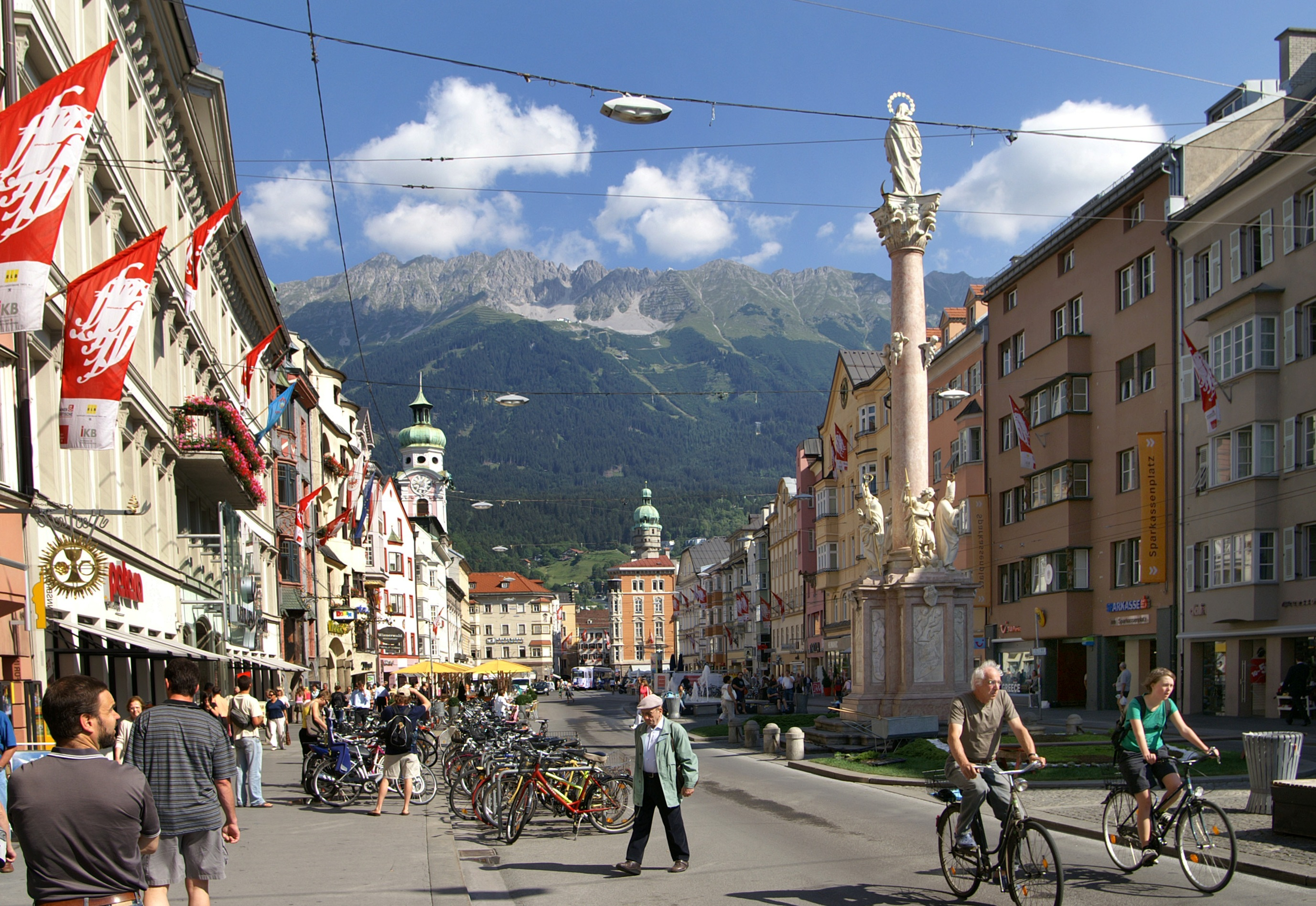
Coloana Sfintei Ana, Biserica spitalului (stânga), Turnul oraşului (dreapta)
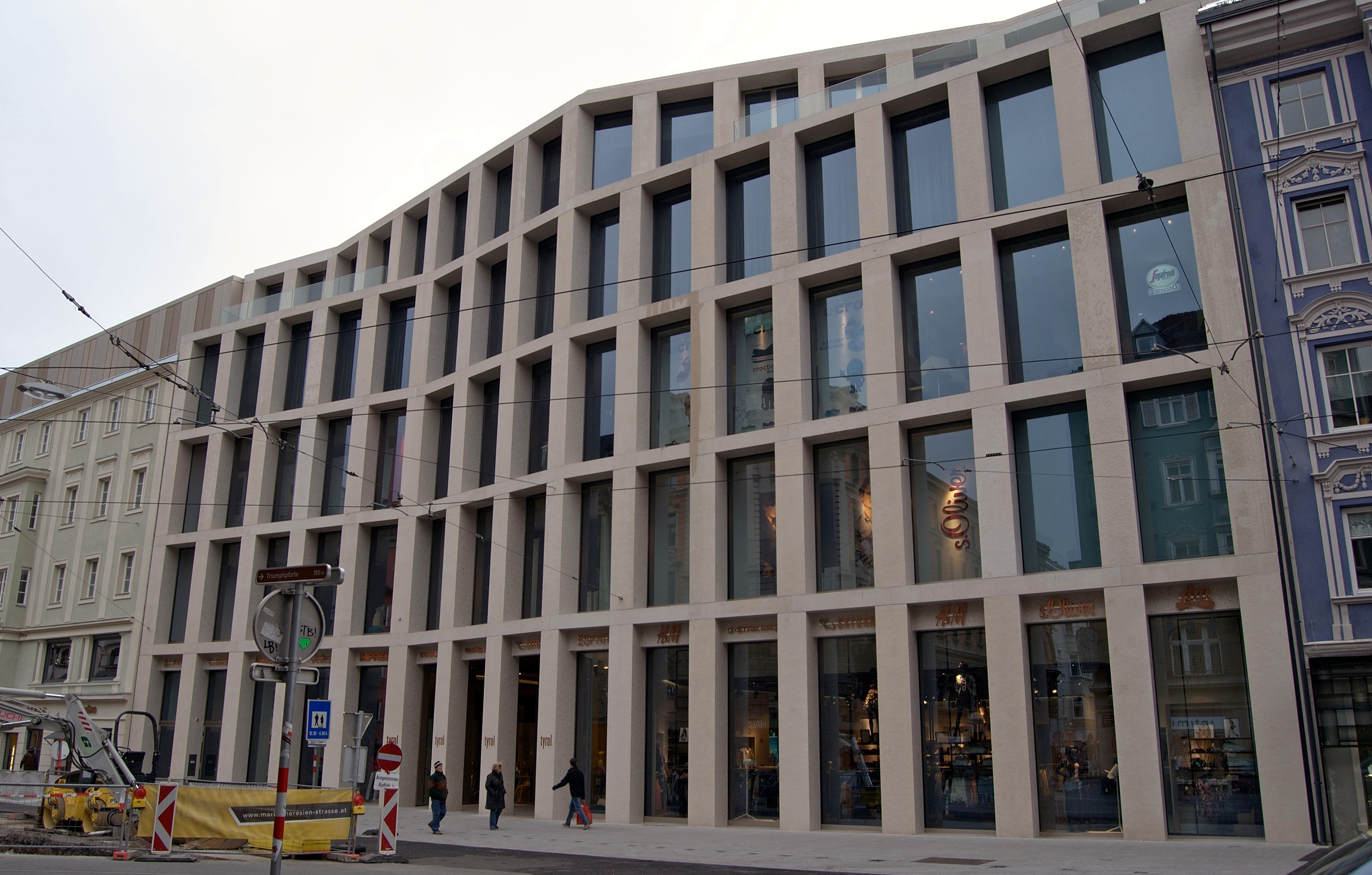
Kaufhaus Tyrol